# Kaiwaka (rivière)

La rivière Kaiwaka  (en anglais : Kaiwaka River)  est un cours d’eau de la région du  Northland de l’Île du Nord de la  Nouvelle-Zélande. 

## Géographie
Sur la plus grande partie de sa longueur, c’est un large bras de la rivière Otamatea, formant une crique au niveau de Kaipara Harbour comme une vraie rivière.